# 黃色力量體育會
黃色力量體育俱樂部（Fuerza Amarilla Sporting Club）是厄瓜多爾馬查拉的一個體育會，1999年12月23日成立，以其足球隊最為聞名。隊名中Fuerza Amarilla是西班牙語，意思是「黃色力量」

## 簡介
2016年厄瓜多爾甲組足球聯賽取得第8名。2017年，首次參加南美球會盃外圍賽第一圈。現參加厄瓜多爾乙組足球聯賽。

## 榮譽
- 厄瓜多爾乙組足球聯賽

亞軍 (1): 2015
- 厄瓜多爾丙組（英语：Ecuadorian Segunda Categoría）

冠軍(1): 2014